# 田端北部信号所
田端北部信号所（たばたほくぶしんごうじょ）は、かつて東京府東京市滝野川区（現東京都北区）にあった鉄道院東北本線の信号場（廃駅）である。

## 歴史
- 1906年（明治38年）4月16日：日本鉄道の信号所として開業。
- 同年11月1日：日本鉄道が国有化され、官設鉄道の信号所となる。
- 年月日不明（大正年間?）：廃止。

## 隣の駅
鉄道院
東北本線
田端駅 - 田端北部信号所 - 赤羽駅